# 憲政碑

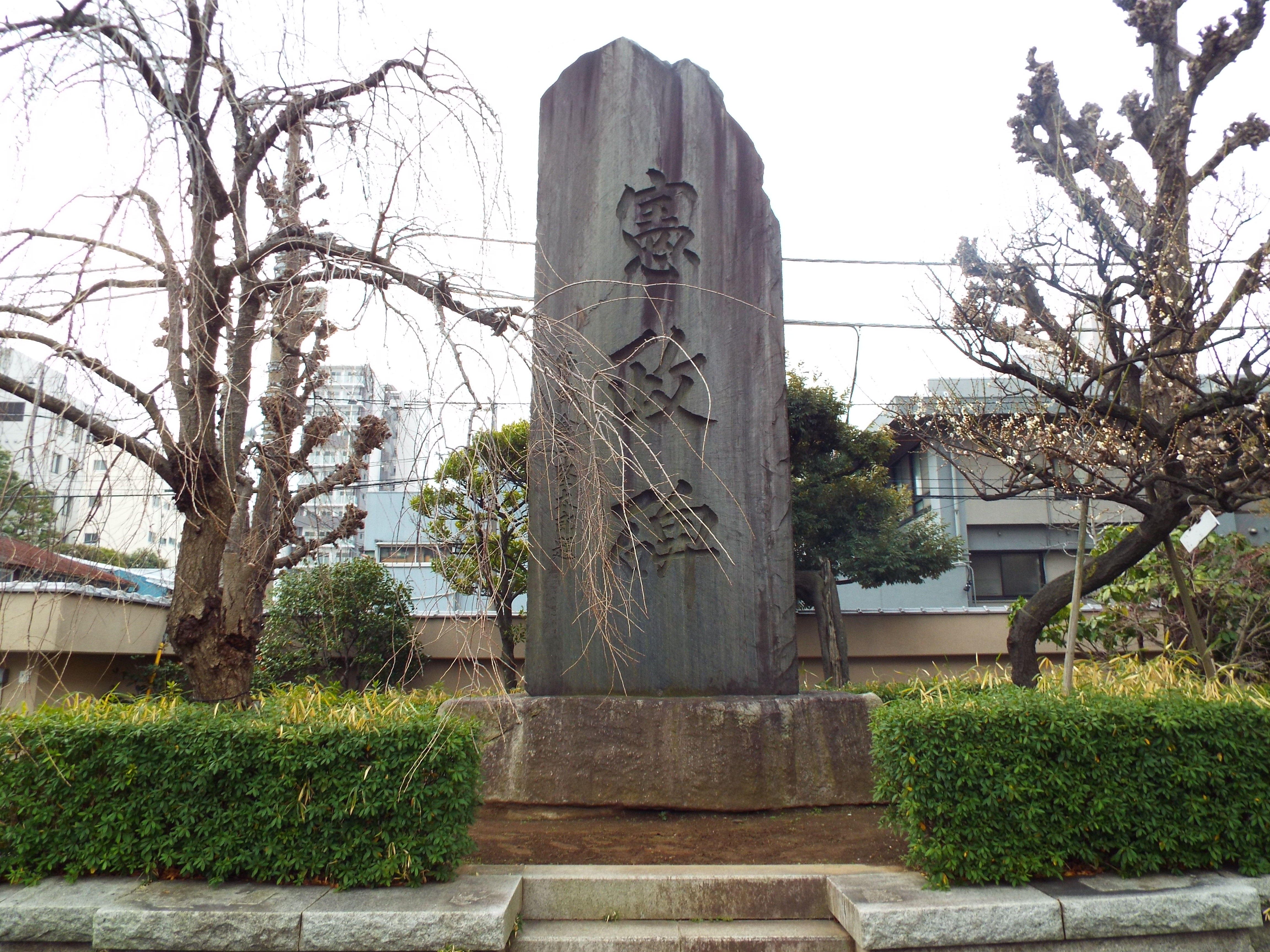
浅草・東本願寺境内にある憲政碑

憲政碑（けんせいひ）は、昭和戦前期に立憲政友会に所属して衆議院議員を務めた胎中楠右衛門（たいなかくすえもん）を発起人として、日本近代の憲政における功労者の慰霊を目的に、神奈川県海老名市上今泉の国指定の史跡秋葉山古墳群第2号墳墳丘上と、東京都台東区西浅草の浅草本願寺境内の2か所に建立された碑である。

## 概要

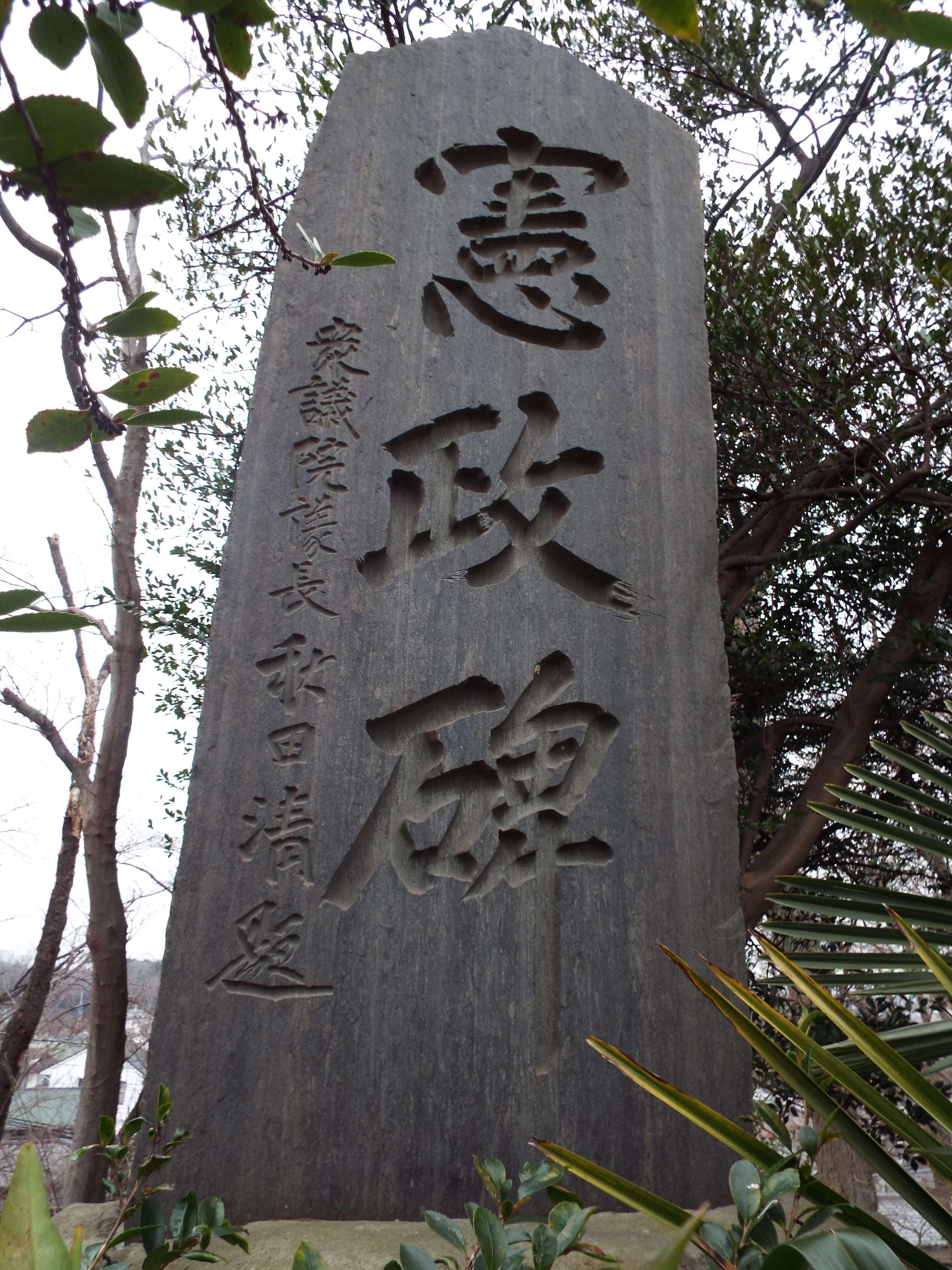
海老名市上今泉の秋葉山古墳群第2号墳墳頂部にある憲政碑

海老名と浅草の2か所の憲政碑建立を主導した胎中楠右衛門は、1876年（明治9年）高知県に生まれ、10代半ばから生活の拠点とした神奈川県で自由党に入党し、壮士として自由党で活躍する。胎中は壮士として活躍する中で自由党幹部の星亨の知遇を得て、星の門下となる。星が駐米公使となると、胎中は星の後を追うようにアメリカへ向かい、その後約20年あまりアメリカで生活する。
胎中は星亨門下の先輩である横田千之助の勧めで、1918年（大正7年）日本に帰国する。帰国当時の日本は、本格的な政党内閣である原内閣成立直後であり、胎中は横田を政治家として大成させるための手助けをしようと考え、自由党の後身である政友会に入党する。アメリカでの生活が長い胎中は、ワシントン軍縮会議に原首相の特命を受けて参加するなど、当初は裏方として活躍する。その後第二次護憲運動に参加し、その流れもあって総選挙に立候補するようになった。2回の選挙に落選後、1928年（昭和3年）の第16回衆議院議員総選挙に当選し、胎中は以後4回衆議院議員に当選する。
しかし衆議院議員となった胎中の前に、10代半ば以降その情熱を傾けてきた政党政治の衰退という現実がのしかかってきた。1932年（昭和7年）5月15日、五・一五事件によって首相、政友会総裁の犬養毅が暗殺され、大正末期以降継続してきた政党内閣は中断する。また政党に対する批判も高まっており、政党無用論が唱えられるようになってきた。このような政党政治、そして憲政の危機を見た胎中は、1933年（昭和8年）に、明治以降、憲政の発展に尽力してきた人々の慰霊と顕彰を目的とした憲政功労者慰霊会を設立した。
胎中は憲政功労者慰霊会を設立した1933年（昭和8年）、これまで神奈川県下、三多摩で憲政の発展に尽力してきた人々の慰霊と顕彰とともに、国民に対して憲政、政党政治についての啓蒙を行い、憲政、政党政治の擁護、発展に貢献することを目的として、神奈川県海老名村上今泉の自邸の瓢箪山上に憲政碑を建立する。海老名の憲政碑の大きさは、高さ310センチメートル、横121センチメートル、厚さ17センチメートル、題字は時の衆議院議長の秋田清が揮毫した。
1933年（昭和8年）10月1日、秋田清衆議院議長を始めとした来賓、更には神奈川県下、三多摩の憲政功労者の遺族ら約500名が参加して、海老名村の憲政碑除幕式が行われた。碑の建立者である胎中楠右衛門は挨拶の中で、これまで憲政に貢献してきた人たちの功績を称えるとともに政党政治の危機を憂い、後進が憲政、政党政治の擁護と発展に奮起するように訴えた。また来賓からも胎中の憲政碑建立を称えた上で、これまでの憲政功労者たちの功績を顕彰し、今後も憲政の更なる発展に尽くしていくとの挨拶があった。

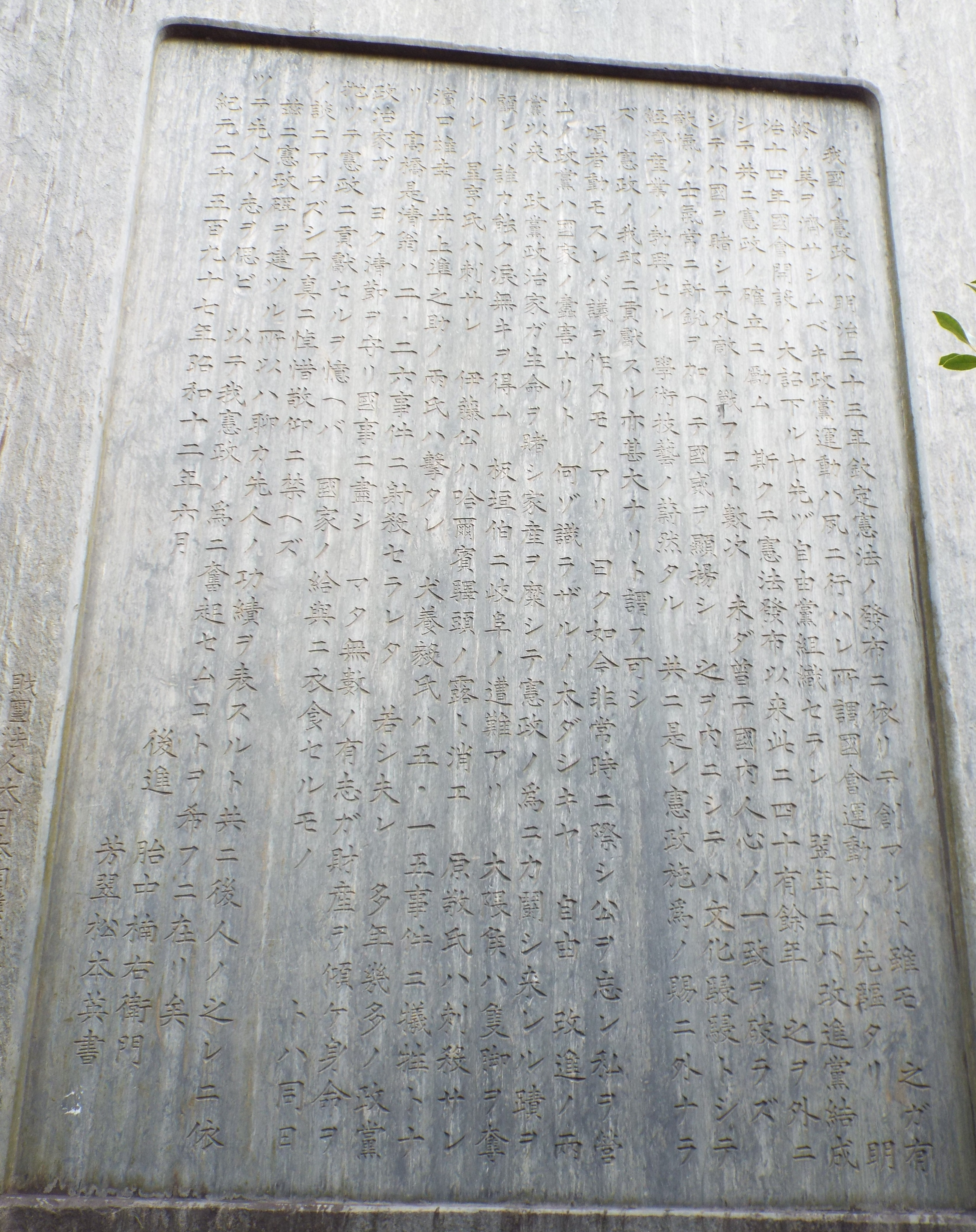
浅草・東本願寺境内にある憲政碑の碑文

しかしその後も政党内閣は復活せず、政党の衰退は続いた。そのような中にあっても胎中は海老名村の憲政碑建立後、毎年憲政功労者の慰霊祭を挙行し、憲政、政党政治の擁護、改革、そして発展を願い、論陣を張り続けていた。かねてから胎中は憲政功労者の慰霊、顕彰は全国レベルで行うべきであると考えていたが、1936年（昭和11年）2月の二・二六事件では、かつて首相、政友会総裁を務めた高橋是清が暗殺されるなど、憲政、政党政治の危機がより深刻化する情勢を見て、胎中は全国の憲政功労者の慰霊、顕彰、更には国民の憲政、政党政治に対する認識を高め、憲政、政党政治の擁護、発展に貢献することを目的とする新たな憲政碑の建立を決意する。
全国の憲政功労者の慰霊、顕彰を目的とした新たな憲政碑は、1875年（明治8年）に第一回地方官会議が行われた浅草本願寺に建立されることとなった。これは地方官会議が憲政、代議制が初めて具体化したものとして、会議が行われた浅草本願寺を「わが国憲政発祥の霊地」と見なしたことに由来している。碑の石材は宮城県雄勝郡稲井村（現・宮城県石巻市稲井）産の仙台石（稲井石）で、高さ634センチメートル、横227センチメートル、厚さ42センチメートル、重さは約16.875トンと、海老名の憲政碑の倍以上となる巨石が選ばれ、題字の揮毫は大日本帝国憲法起草者の中で当時唯一存命していた金子堅太郎が行った。しかし碑の裏面に刻む碑文の内容について警視庁からクレームが来て、押し問答のあげくに3文字分削除されることになったため、浅草の憲政碑の碑文には3文字分の欠字がある。
1937年（昭和12年）12月23日、貴族院議長、衆議院議長、民政党、政友会幹部、そして全国の憲政功労者の遺族ら1000名あまりが参加して、浅草本願寺にて憲政碑の除幕式が行われた。4年前の海老名の憲政碑除幕式は政友会関係者が中心であったが、浅草本願寺の憲政碑除幕式は衆議院、貴族院、民政党、政友会関係者という、憲政関係者が党派を超えて集まった。挨拶に立った胎中楠右衛門は、憲政の霊地である浅草本願寺に全国の憲政功労者の慰霊、顕彰を目的とした憲政碑の建立が実現した喜びを語るとともに、式典参加者に配布したパンフレットの中で、改めて憲政、政党政治の擁護を訴え、憲政碑を建立した目的は単に憲政功労者に対する表彰を行うばかりではなく、国民の憲政と政治家に対する認識を深め、良き政治家の出現と良き政党の発展と活躍をもたらし、憲政の発展を目指すことにあると強調した。そして来賓からはこれまで憲政に尽くしてきた人々に対する功績を称え、憲政の更なる発展を願うとの内容の祝辞が述べられ、近衛文麿首相らから寄せられた祝辞の中でも同様の内容が述べられた。式典の最後には浅草本願寺本堂で第一回憲政功労者慰霊追悼法会が行われた。
憲政碑除幕式の後、これまで海老名の胎中楠右衛門宅にあった憲政功労者慰霊会は浅草本願寺に移転し、憲政功労者が亡くなった場合、衆議院事務局庶務課に通知するように求めた。そして1939年（昭和14年）、1940年（昭和15年）と民政党、政友会合同で憲政功労者の年次合祀法要が行われたが、1940年（昭和15年）には全政党が解散したため、その後は政党主宰による年次合祀法要は行われなくなった。胎中楠右衛門は近衛文麿主導の新体制運動に抵抗するなど憲政、政党政治擁護の姿勢を崩そうとはしなかったが、政党解散後は抵抗を続けられなくなった。1941年（昭和16年）、衆議院の主催で憲政功労者慰霊祭が執り行われたが、その後は中断を余儀なくされた。結局、憲政功労者に対する慰霊、顕彰とともに、国民の憲政と政治家に対する認識を深め、憲政と政党政治の擁護、発展を目指すという憲政碑に込めた胎中楠右衛門の思いが実ることはなかった。
しかし憲政碑そのものは戦災などを免れ、建立された神奈川県海老名市上今泉の国指定の史跡秋葉山古墳群第2号墳墳丘上と、東京都台東区西浅草の東本願寺境内に現存している。

## 憲政碑の建立を主導した胎中楠右衛門

### 壮士として自由民権運動に挺身する

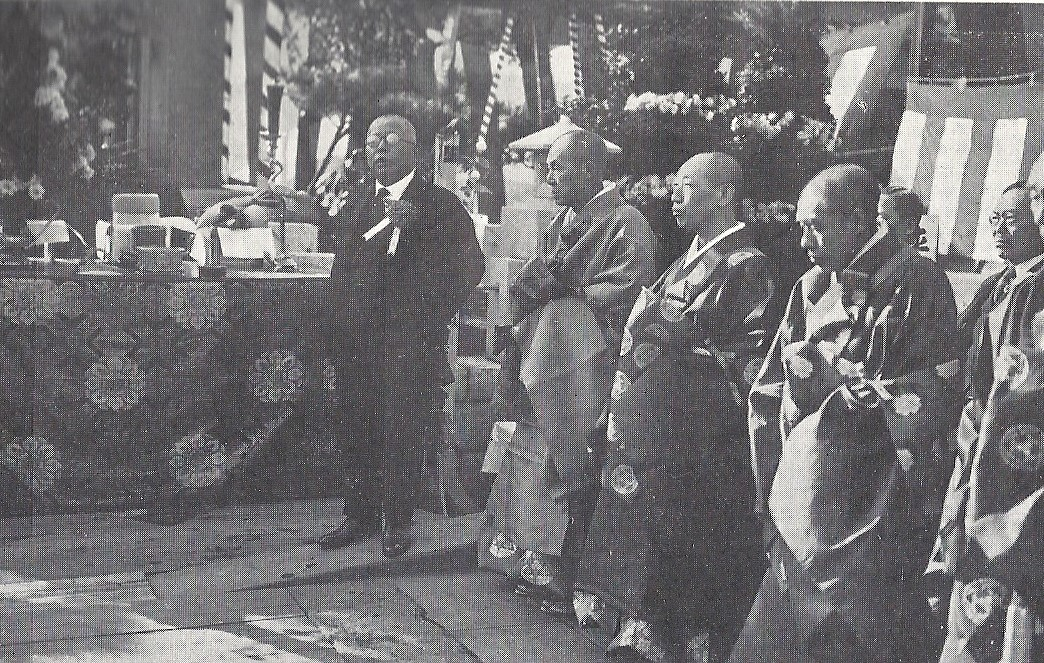
1937年（昭和12年）12月23日、浅草本願寺境内に建立された憲政碑の除幕式で挨拶する胎中楠右衛門

海老名と浅草の二基の憲政碑建立を主導した胎中楠右衛門は、1876年（明治9年）9月20日、現在の高知県安芸市に生まれた。1890年（明治23年）春、胎中は故郷高知を後にして上京し、上京後まもなく現在の神奈川県厚木市に居を定めることになった。愛甲郡、高座郡といった当時の厚木市周辺や三多摩地域は、加波山事件などを起こした自由党や、自由党の流れを汲む者たちが起こした大阪事件などに関係した三多摩壮士が活躍していた。幼い頃から高知県出身の同郷の先輩に当たる板垣退助のことを尊敬していた胎中は、やがて三多摩壮士に加入して、自由民権運動からの流れを汲む民党の一員として活躍することになった。
1892年（明治25年）1月、自由党に入党した胎中は、同年2月初めに行われた愛甲郡の神奈川県議会議員補欠選挙をきっかけに壮士として活躍するようになる。まだ十代半ばであった胎中は、壮士として神奈川県議会議員補欠選挙に立候補した自由党の永野茂の応援に奔走する。そして補欠選挙直後の2月15日には第2回衆議院議員総選挙が行われ、神奈川県内で活動した。続いて1893年（明治26年）7月、高座郡で神奈川県議会議員補欠選挙が行われた。
当時、高座郡の神奈川県議会議員選挙では自由党と改進党が激しく争っていた。1893年（明治26年）7月の補欠選挙も、改進党側からの選挙事務不正疑惑の追及によってやり直し選挙となったものであった。高座郡の県議補選はもともとの郡内での自由、改新両派の対立に加えて、衆議院総選挙で激しく争っていた自由党と改進党の国政レベルの対立が重なり、両党が総力を挙げての対決戦となった。自由党側は党首の板垣退助、そして星亨、石坂昌孝らが選挙応援に駆けつけ、三多摩壮士が運動員として動員された。対する改進党側も島田三郎、大津淳一郎らが壮士たちを引き連れて高座郡にやってきた。両派の壮士たちはそれぞれ刀剣、ピストルなどで武装し、投票日近くになってくると選挙区各地で流血の事態が頻発するようになった。特に7月11日に綾瀬村吉岡で行われた自由党の演説会は、両派の壮士約200名がピストルを撃ち合うという大騒動となり、新聞各紙も「高座の血戦」、「流血の選挙戦」とこの選挙戦を報道した。この選挙戦で血気盛んな若手壮士として胎中楠右衛門はその名を挙げることになった。壮士として名を知られるようになった胎中は、先輩壮士の紹介で藤沢で学業を修めることができるようになり、また星亨の知遇を得ることになって、後に星の食客となった。
もちろん壮士としての活躍は改進党との民党間のいわば内ゲバばかりではなく、民党に対する厳しい弾圧を行っていた当局に対しても激しく行われた。胎中の主な活躍場所は最初は神奈川県下、後に食客となった星亨の選挙区の栃木県であった。そして胎中は壮士活動を通じて知己を増やしていった。

### 20年以上の在米と帰国
胎中は1896年（明治29年）6月に駐米公使に任命された星亨の後を追うように渡米した。胎中の渡米は星の「あいつを日本に置いてはあいつ自身の為にならない」との判断によるものであった。しかし胎中はハワイに着くとその地に留まり、当時アメリカの傀儡国家であったハワイ共和国を日本のものにしようと画策した。胎中の画策に危機感を抱いた周囲の者たちは、「おまえがハワイにいては日本のためにならない」と説得し、結局当初の予定通り渡米することになった。
胎中のアメリカ在住期間は20年を越えた。結局、星亨門下の先輩に当たる横田千之助の勧めに従って日本に帰国したのは1918年（大正7年）9月のことであった。胎中が日本に帰国した1918年（大正7年）9月、政友会による本格的政党内閣である原内閣が成立しており、横田は政友会の幹事長を務めていた。帰国当初、胎中は政治家になるつもりは無かったが、旧友である横田を政治家として大成させる手助けをしようと考え、自由党の後身である政友会に入党した。
自由民権運動、そして20年以上の滞米生活の中で培われた人脈を持つ胎中は、原内閣の裏方として支えていく。そしてワシントン軍縮会議に法制局長官の横田千之助に従い、原首相からの特命を受けて参加することになった。しかしこのアメリカ派遣の最中に原敬は暗殺される。原敬の暗殺は胎中に大きな影響を与えたと考えられる。

### 衆議院議員としての活躍
胎中は1924年（大正13年）の第二次護憲運動時、政友会の院外団として活躍する。そして同年5月10日の第15回衆議院議員総選挙に神奈川県第五区（高座郡、愛甲郡、津久井郡）から護憲三派候補として立候補する。日本帰国当初は政治家になるつもりがなかった胎中であったが、護憲運動に参加する中でやはり衆議院議員に立候補しなければならなくなった。しかしこの時の選挙は9票差で落選する。更に同年夏にも高知県第二区（安芸郡、香美郡）補欠選挙に立候補するもやはり破れた。
1927年（昭和2年）4月に成立した政友会の政党内閣である田中義一内閣では、胎中は内閣嘱託として書記官長鳩山一郎を補佐した。そして1928年（昭和3年）2月20日投票の第16回衆議院議員総選挙に、神奈川5区（高座郡、愛甲郡、津久井郡、足柄上郡、足柄下郡）から立候補し初当選する。以後、衆議院議員選挙に4回当選を果たす。
衆議院議員としての胎中は、重要政策課題として昭和初期の不景気克服のため、農林水産業と地方都市の商工業振興を主張し、とりわけ当時の日本人口の7割を占めていた農林水産業従事者の生活の安定と向上のために尽力した。また胎中は志を同じくする議員らとともに農政会を結成し、農林水産業の政策に対する研鑽を深めていた。

## 海老名の憲政碑建立

### 政党政治の暗雲と憲政碑建立

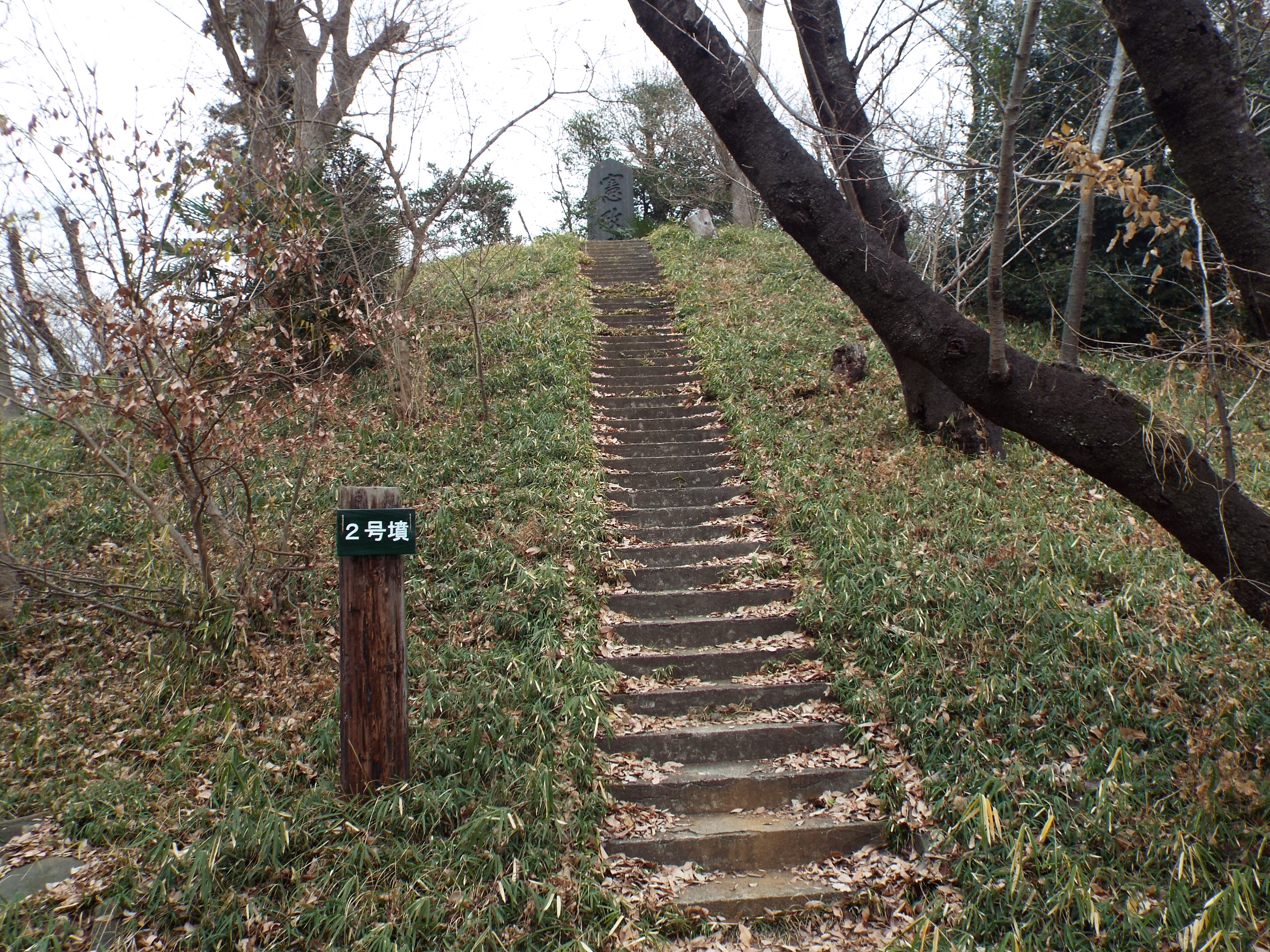
秋葉山古墳群第2号墳、墳頂部に憲政碑が見える。

1932年（昭和7年）5月15日、五・一五事件によって犬養毅首相は暗殺され、加藤高明内閣以降継続していた政党内閣は中断する。ようやく定着するかに見えた政党内閣が途絶えてしまったばかりではなく、政党に対する厳しい批判、そして政党解消まで唱えられるようになる中、胎中楠右衛門は1933年（昭和8年）に、明治以降、憲政の発展に尽力してきた人々の慰霊と顕彰を目的とした憲政功労者慰霊会を設立した。
憲政功労者慰霊会を設立した1933年（昭和8年）、胎中は自邸があった海老名村上今泉の瓢箪山上に、神奈川県、三多摩の憲政功労者約1200名を顕彰、慰霊する憲政碑を建立する。憲政碑の揮毫は当時、衆議院議長であった秋田清が行った。現在も史跡秋葉山古墳群第2号墳墳頂部にある海老名の憲政碑は、高さ60センチメートル、横124センチメートル、奥行き73センチメートルの台石の上に、高さ310センチメートル、横121センチメートル、厚さ17センチメートルの石碑本体が乗っている。
憲政碑の裏面には胎中楠右衛門が起草した碑文が刻まれている。碑文ではまず大日本帝国憲法の発布と明治初年からの国会開設運動について触れ、続いて藩閥政府に対する自由党、改進党の戦いの歴史、その中で神奈川県下において、自由民権運動やその後の民党で政党政治の黎明期に活躍した人々に対して、憲政の発展に偉大な功績を上げたとして顕彰している。そして
と、憲政に多くの課題がある中で政党否認論が唱えられるようになった現状を憂い、これまで憲政に尽くしてきた諸先輩に対して申しわけないとして、憲政碑を建立することによってこれまで憲政に尽力した人々の功績を顕彰するとともに、後進が先人の意志を学び、憲政のために奮起することを望んだ。

### 海老名の憲政碑除幕式

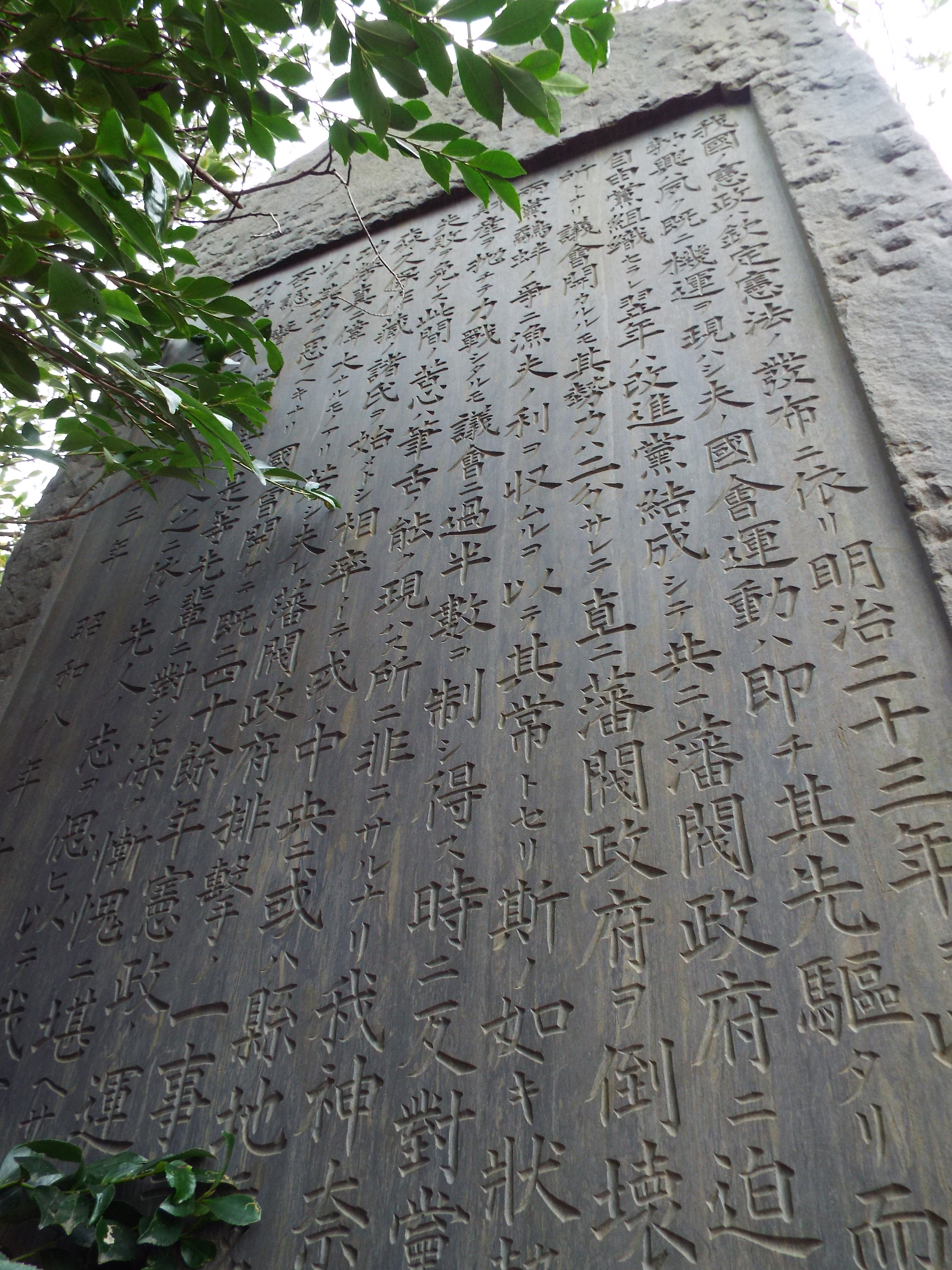
海老名憲政碑の碑文

1933年（昭和8年）10月1日午前、発起人の胎中楠右衛門の他、衆議院議長秋田清、文部大臣鳩山一郎、商工大臣中島久萬吉、元内務大臣望月圭介、立憲政友会幹事長山口義一、神奈川県知事横山助成、海老名村長望月珪治、そして憲政功労者の遺族約500名が参列して憲政碑の除幕式が行われた。当日、小田急小田原線は新座間駅まで満員であり、新座間駅は大忙しとなり、またタクシーが足りないために駅で降りた式典参列者が右往左往したとのエピソードが残っている。

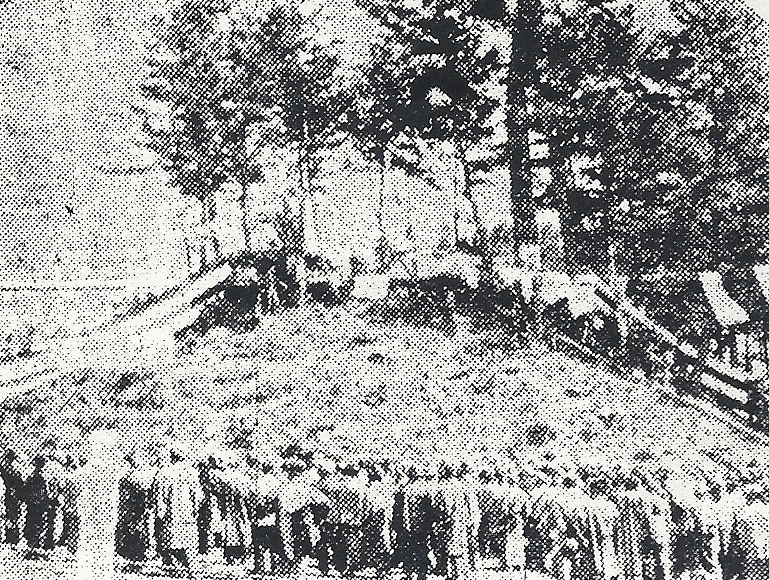
横浜貿易新報1933年（昭和8年）10月2日朝刊に掲載された、海老名の憲政碑除幕式の光景。

式典はまず胎中邸隣の曹洞宗金龍山常泉院で法要が営まれ、引き続き碑の除幕式が執り行われた。式は海老名村長望月珪治の開会の辞に続き、胎中楠右衛門の孫である胎中敬が碑を覆っていた幕を外し、憲政碑がその姿を現した。
続いて発起人の胎中楠右衛門が挨拶をした。胎中はまず
と述べた上で、現憲法は明治大帝が欽定された不磨の大典であるので、わが国の憲政は微動だにしないものであると主張した。
続いて胎中は、議会政治、政党の擁護論を展開する。
と語った。

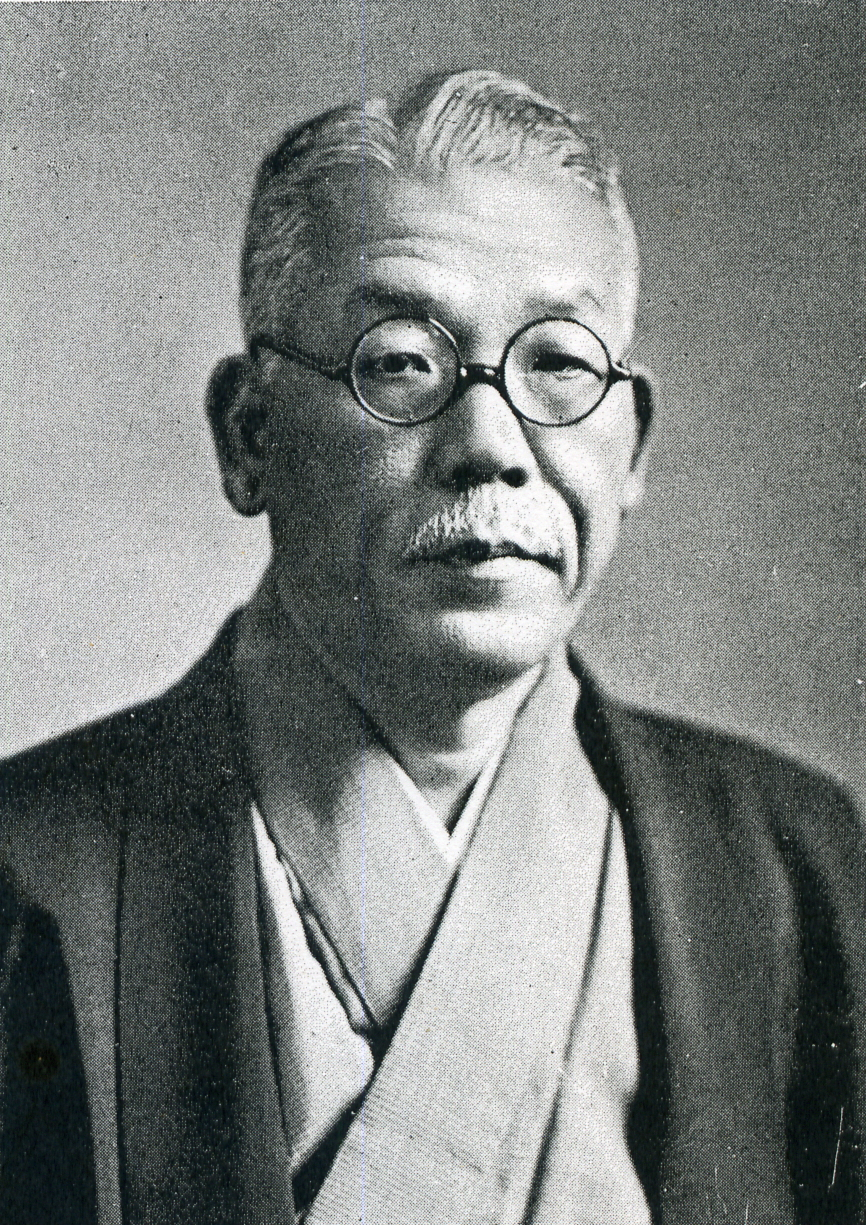
海老名の憲政碑題字を揮毫した、衆議院議長の秋田清。

胎中は更に、憲政のために尊い犠牲を払った実例として、犬養毅、濱口雄幸、井上準之助、そして原敬、星亨、伊藤博文の名を挙げ、返す刀で日清戦争、日露戦争において、大将、中将のいったい誰が戦死したであろうかと続けた。また政治家についてはまさに棟梁級の人物が憲政発展の犠牲となっていて、その他にも多くの人々が身や財産をなげうって憲政に貢献してきたのにもかかわらず、多くの場合軍人に対して与えられる恩給、勲章などの恩典に恵まれることがないとして、国民に対して憲政に尽くした政治家を敬い、正しい認識を持って欲しいと主張した。
そして軍人には忠魂碑のように、その功績を称える記念物が各所に建立されているが、憲政功労者も軍人と同様にその功績を称える記念碑の建立が必要であるとして、自らがその先陣を切って神奈川県、三多摩地域で憲政発展に尽力した功労者を称える碑を建立したと、憲政碑建立に至ったいきさつを説明し、最後に後進が先人の意志を継いで憲政発展のために奮起することを願うとした。
胎中楠右衛門の挨拶に続いて、来賓の衆議院議長秋田清、神奈川県知事横山助成、元内務大臣の望月圭介が挨拶に立ち、いずれの挨拶も憲政碑の建立を義挙であると称え、これからも国家と憲政の発展に尽くしていかねばならないと述べた。挨拶に引き続いて各来賓が祭文を奉じ、最後に初代衆議院議長中島信行の長男でもある商工大臣の中島久萬吉が憲政功労者遺族を代表して感謝の挨拶を述べ、正午に式典は終了した。午後からは政友会の衆議院議員伊藤痴遊の講演や、地元の青年団などによる海老名音頭や手踊り、歌舞伎劇などの余興が催され、憲政碑除幕式の一日は海老名村を挙げての賑わいとなった。

## 浅草本願寺の憲政碑建立

### 衰退続く政党と胎中楠右衛門

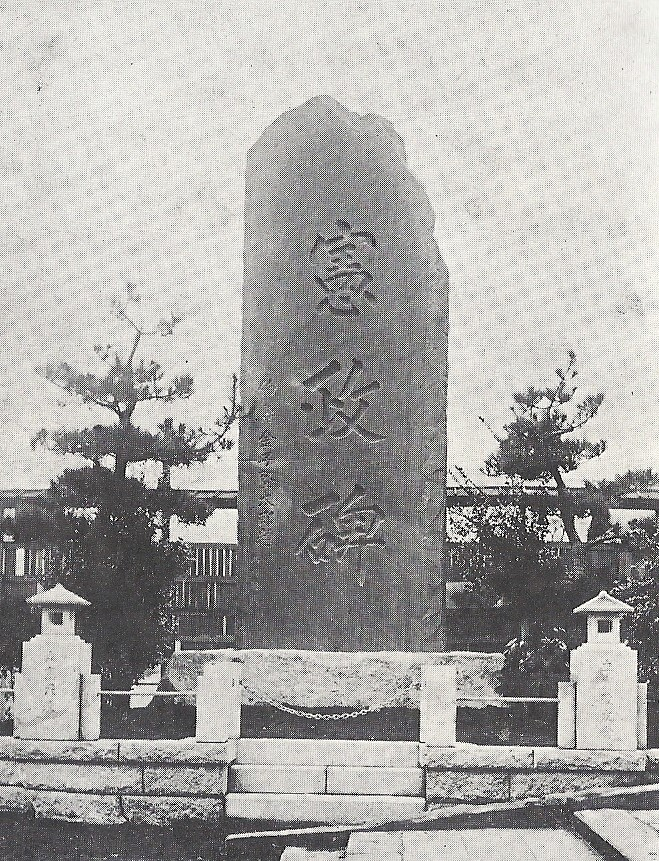
1937年（昭和12年）12月、浅草本願寺境内に建立された直後の憲政碑。

1934年（昭和9年）1月18日、木暮武太夫、木村正義、船田中を発起人として、政友会所属の有志議員30名あまりによって国政一新会が結成され、胎中楠右衛門は座長兼世話人となった。国政一新会は国政革新を標榜して政治、経済、日本精神宣揚の三大綱領を決議したが、中でも政治革新に関する綱領では「立憲政治の確立、我が立憲政治の紛淆または変革せんとする一切の行為を排撃す」「政党の機構および活動の是正、政党は自然的必然的社会現象にして、立憲政治の寛政は政党の革正にあることを認識し、その機構および活動を是正す」としていた。胎中ら国政一新会のメンバーは決議を政友会幹部に進言し、その逐次実行を働きかけた。その後も国政一新会はその活動を継続していくものの、立憲政治、政党政治の擁護と改革を目指す胎中らの思いとはうらはらに、政党の混乱はなおも続いていく。例えば海老名の憲政碑の題字を揮毫した秋田清は、松岡洋右らが提唱する既成政党解消運動に賛同し、1934年（昭和9年）12月12日、これまでの政治上における一切の経歴の清算と出直しを表明し、政友会を脱党するとともに衆議院議長を辞職した。
このような情勢下、胎中楠右衛門は1934年（昭和9年）12月9日、突如衆議院議員を辞職する。これは政友会が当時の岡田内閣への対決姿勢を和らげ、妥協に走ったことに対する強い不満によるものと推測されている。衆議院議員辞職後、胎中は談話を発表した。談話ではかつての政治家は国家のために文字通り身命を投げ打っており、結果として板垣退助、伊藤博文、西園寺公望、原敬らは軍部と対等に渡り合うことが出来たものであるが、今や政党、そして政治家は政府の顔色を伺ってばかりいて、腰砕けになってしまっていると批判した。そしてこのような状態では政治家、代議士たる資格はないと断じ、政党政治家は今こそ猛省して決起すべしと主張した。
しかし胎中は衆議院議員は辞職したものの政友会からは脱党しようとはしなかった。板垣退助らが結成した自由党以来の伝統があり、憲政に貢献した多くの先輩政治家らによって培われてきた政友会を見捨てることは胎中には出来なかった。彼は既成政党解消運動を批判し、国政一新会の座長としてあくまで政友会、そして政党の更生に尽力し続けた。
胎中は1936年（昭和11年）2月20日投票の第19回衆議院議員総選挙に当選し、再び衆議院議員となった。そして同年11月には「政党の更正を説いて時務に及ぶ」と題したパンフレットを作成し、各方面に配布した。その中で胎中は「政党政治の存亡、議会政治の危機がいよいよ眼前に、脚下に迫ってきたことを痛感する」との現状認識を述べ、まだ十代半ばの頃から四十年余りの間、政党運動に身を投じてきた自らの経験を引きながら、政友会、民政党を問わず、政党人の自覚、そして決起努力を求めた。そして憲政の円満な運用には政党が不可欠であると主張し、非常時であるからといって政党勢力を抑圧していくことは実に危険なことであるとした。その上更に
と断じた。
その上で胎中は政党と政党政治家に一層の奮起を求め、国民に対しては政党政治への理解と協力を求めた。そして議会政治の高揚と国民の意思を代表代弁する政党の尊重によって、真の挙国一致、全国民の総意を成し遂げて難局を克服していくことを主張し、そのために自らは尽力していく覚悟を表明した。

### 全国の憲政功労者慰霊への決意

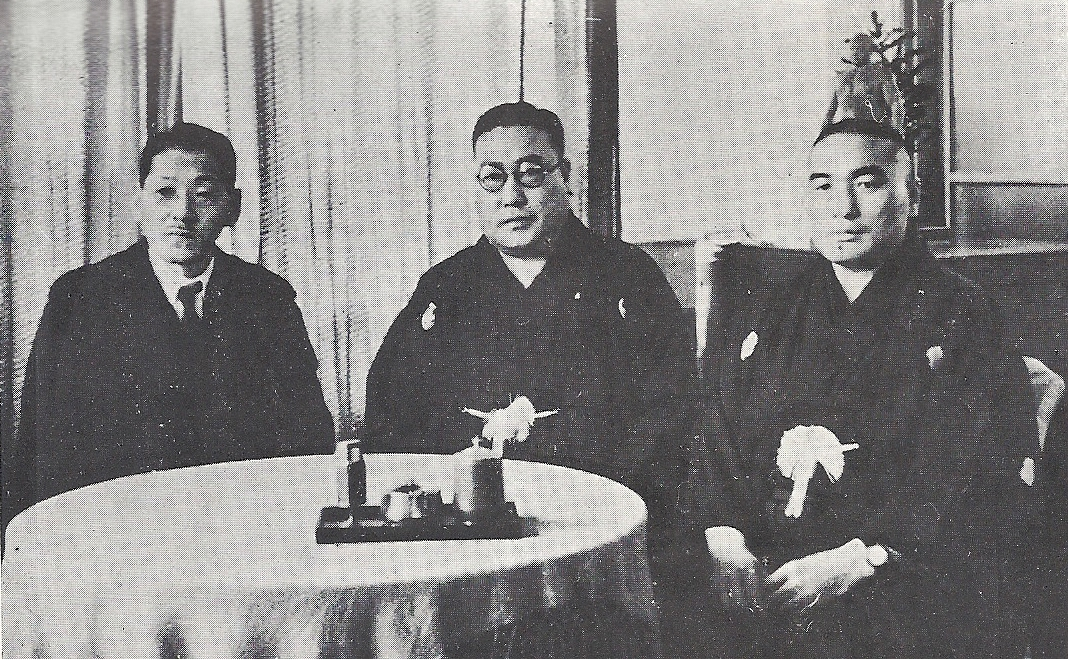
胎中楠右衛門の全国の憲政功労者の顕彰、慰霊を目的とする憲政碑の建立に賛同し、多大な後援をした、左から東京拘置所所長谷内庄太郎、大日本相撲協会の藤島秀光（元横綱常ノ花寛市）、伊勢ヶ濱勘太夫（元関脇清瀬川敬之助）

海老名村の憲政碑建立後、胎中は毎年憲政功労者の慰霊祭を挙行していた。また長野県を始め、全国各地で胎中の憲政碑建立に倣って同様の憲政碑建立計画が持ち上がったものの、結局実現することはなかった。
胎中は、かねてから憲政功労者の慰霊は全国レベルで行われるべきであると主張していた。1936年（昭和11年）の第19回衆議院議員総選挙で衆議院議員に復帰した胎中には、更なる厳しい事態が待ち受けていた。選挙終了直後、二・二六事件が勃発し、かつて首相、政友会総裁を務めた高橋是清が暗殺されたのである。その一方で、同年11月には建設中であった国会議事堂が竣工し、盛大にその完成が祝われた。そして1937年（昭和12年）4月30日に行われた第20回衆議院議員総選挙で、胎中は約300票差で落選してしまった。
胎中の衆議院議員落選後、1938年（昭和13年）2月には憲法発布50周年記念式典が予定されていた。海老名の憲政碑建立後4年が経過し、新国会議事堂の完成、憲法発布50周年といった慶事の中にあっても、憲政の危機がより深刻化していく情勢を見て、胎中は全国の憲政功労者を慰霊する新たな憲政碑建立を決意する。
胎中は全国の憲政功労者の顕彰、慰霊を目的とする憲政碑の建立について、旧友の東京拘置所所長の谷内庄太郎に相談した。胎中から相談を受けた谷内は碑の建立に賛同し、資金を集めるべく大日本相撲協会の協力を求めた。大日本相撲協会は協力を約束し、胎中を発起人として藤島秀光（元横綱常ノ花寛市）、伊勢ヶ濱勘太夫（元関脇清瀬川敬之助）を窓口として大日本相撲協会、そして谷内庄太郎によって憲政碑の建立計画が進められることになった。

### 憲政発祥の聖地、浅草本願寺
全国の憲政功労者の慰霊を目的とした憲政碑は、浅草本願寺に建立されることになった。なぜ浅草本願寺が選ばれたのかというと、浅草本願寺広書院に上中下の馬蹄型の議場を設け、1875年（明治8年）6月20日に、明治天皇や諸皇族らが参列する中で第一回地方官会議が開会されたことにちなんでのことであった。
地方官会議は木戸孝允が「地方の民情を明らかにし、内政の基本方針を定める」ことを目的に開催を提唱したものであり、木戸が議長となり、会議参加者は県令、府知事ら地方官であり、地方官をその地域選出の代議員に仮想して民政上の諸問題を審議することとした。そのため地方官に対しては「議員として議場に現れた際には、一般人民の代表者と心得よ」との指示が出されていた。つまり変則的なものではあるが、地方官会議は日本における代議制のはしりであるとともに、会議の目的も衆議院と類似していた。そのため、この地方官会議は日本の憲政、代議制が初めて具体化したものであるとして、会議が行われた浅草本願寺を「わが国憲政発祥の霊地」と見なしたのであった。

### 浅草本願寺の憲政碑建立と碑文の削除問題

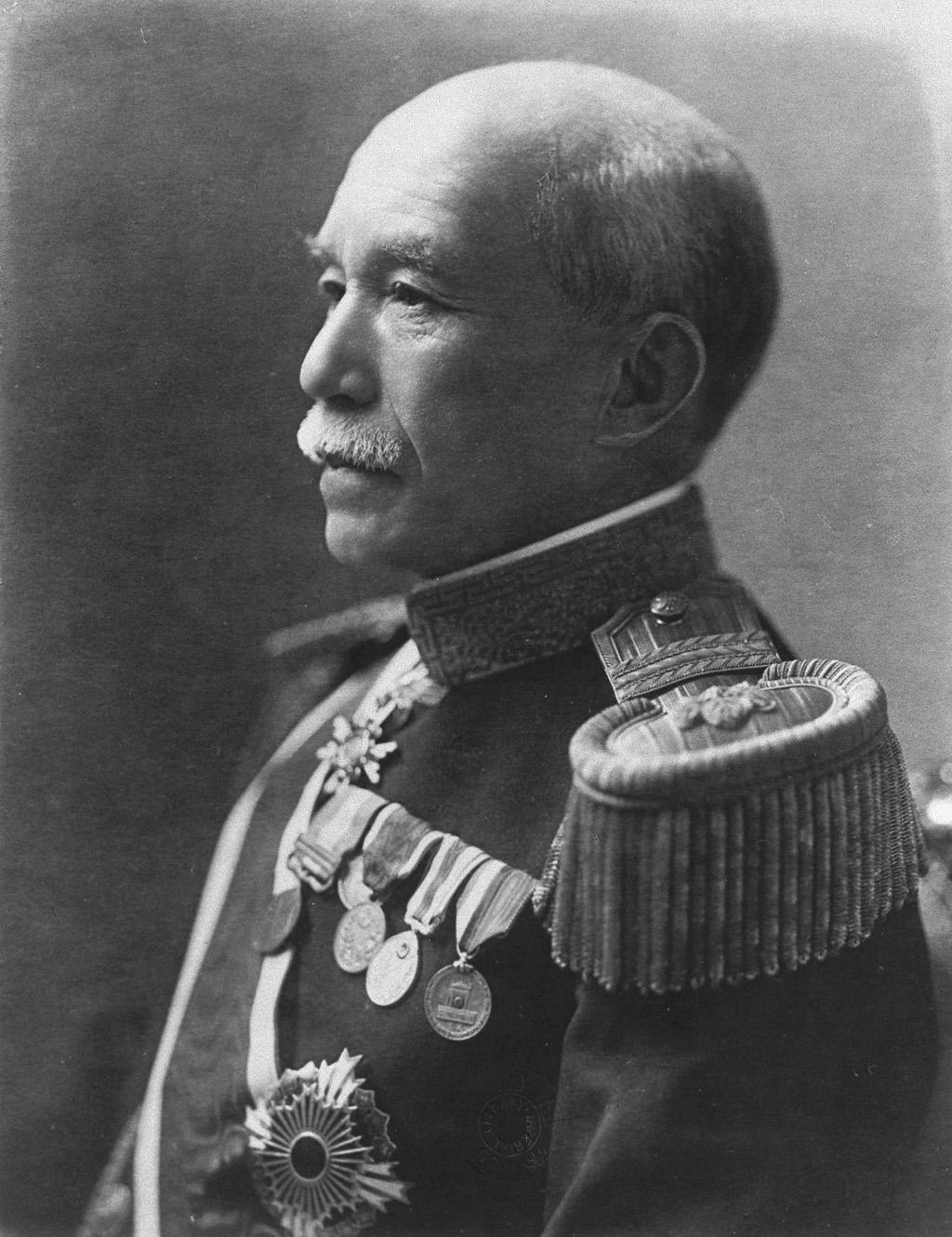
唯一存命していた大日本帝国憲法起草者として、浅草本願寺の憲政碑題字を揮毫した金子堅太郎。

胎中の全国の憲政功労者顕彰のための憲政碑は、建設予定地とされた浅草本願寺を始め、大日本相撲協会、そして大日本相撲協会の藤島秀光、伊勢ヶ濱勘太夫、そして東京拘置所所長の谷内庄太郎から多大な後援を受けつつ、その建立が進められた。石材は宮城県雄勝郡稲井村（現宮城県石巻市稲井）産の仙台石（稲井石）で、高さ634センチメートル、横227センチメートル、厚さ42センチメートル、重さは約16.875トンという、海老名村の憲政碑の倍以上の大きさの巨石が選ばれた。台座は筑波山麓の茨城県桜川市真壁町産の花崗岩である小目石、そして玉垣には茨城県笠間市産の稲田石が選ばれた。
碑石の確保と並行して、胎中は題字の揮毫者として大日本帝国憲法起草者で唯一存命していた枢密顧問官伯爵金子堅太郎に白羽の矢を立てた。金子は枢密顧問官としてかねてから憲法から逸脱する動きに対して厳しい目を向けており、胎中からの依頼を快諾して題字の揮毫を行った。続いて胎中は碑の裏面に刻む碑文を起草したが、ここでトラブルが発生した。胎中の起草した碑文に警視庁がクレームをつけてきたのであった。まず問題となったのが
との部分で、胎中は警視庁に呼び出された上で、これまで憲政に尽力してきた著名な政治家たちの受難の歴史について紹介した部分を削除するように要求された。この要求に対して胎中は、「文章が悪ければいかようにも直しましょう。あなたの方でこうせい、ああ直せということならば直してもよろしいが、しかし事実を否定するようなことであったら私にも考えがあります」。と主張し、要求を突っぱねた。

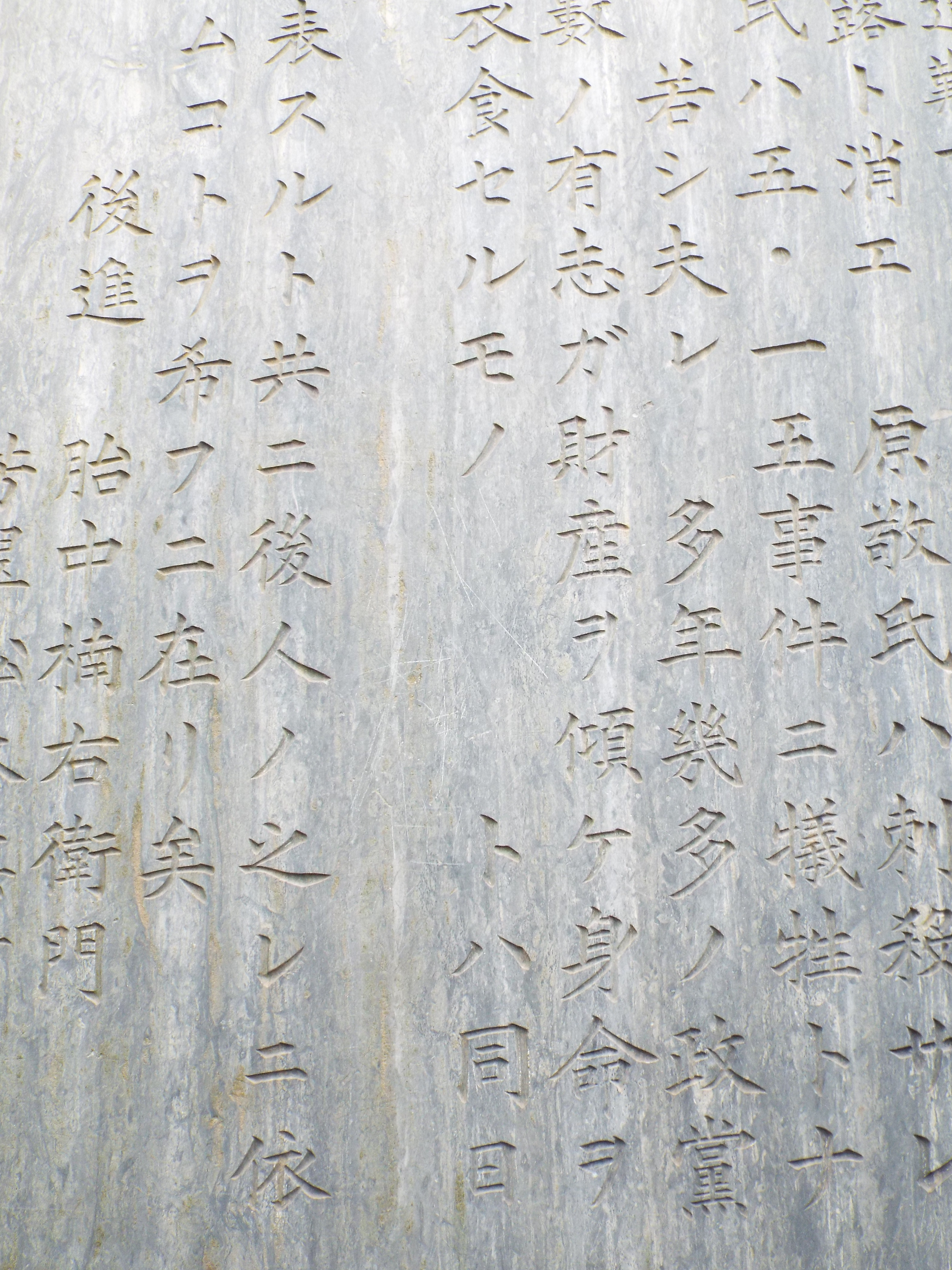
浅草本願寺に建立された憲政碑の碑文のうち、警視庁からのクレームによって「之奉公」の三文字分が削除され、その部分は欠字とされた。

胎中の削除要求拒否を前に、警視庁側はこの日はまあよく相談しましょうと対応したが、後日再び胎中を呼び出した。すると今度は
という、有名無名を問わず、財産を投げ打ち、文字通り身命を賭してまでも憲政に貢献し、国事に尽くしてきた政党政治家のことを思えば、お国から給料を貰っている役人、官僚たちの奉公など比べ物にならないという、役人、官僚を批判したくだりが問題であるとして、「国家ノ給与ニ衣食セルモノ之奉公トハ同日ノ談ニアラズ」の一文を削除するように要求してきたのである。胎中と警視庁側との押問答が繰り広げられた結果、胎中は「之奉公」の三文字を削除することを了承し、この問題は決着した。
結局胎中の憲政碑に込めた思いは警視庁の圧力によって修正を余儀なくされたが、それでもなお
と、警視庁側に主張した。結局、浅草本願寺に建立された憲政碑の碑文には「之奉公」三文字分の欠字がある。
完成した碑文は、書家の松本芳翠によって揮毫された。内容的には海老名の憲政碑と同様、まずは大日本帝国憲法の発布、自由党、改進党に始まる日本の政党史から説き起こし、続いてこれまでに憲政がもたらした大きな功績を称えた。その上で
と、非常時にかこつけて政党を有害視する風潮に警鐘を鳴らした。そしてこれまで政党政治家が大きな犠牲を払いつつ憲政の発展、そして国事に尽くしてきたことを強調し、最後に海老名の憲政碑と同じく、憲政碑を建立することによってこれまで憲政に尽力してきた人々の功績を称え、後進が先人の志を学んで憲政のために奮起することを願うとしめくくられている。
憲政碑の建立場所は浅草本願寺総門を入って左側に決まった。1937年（昭和12年）11月3日、浅草本願寺の役僧と関係者が集い、定礎式が行われた。碑の建立は順調に進み、第73回帝国議会召集を前にした12月23日に憲政碑の除幕式が行われることになった。

### 浅草本願寺の憲政碑除幕式

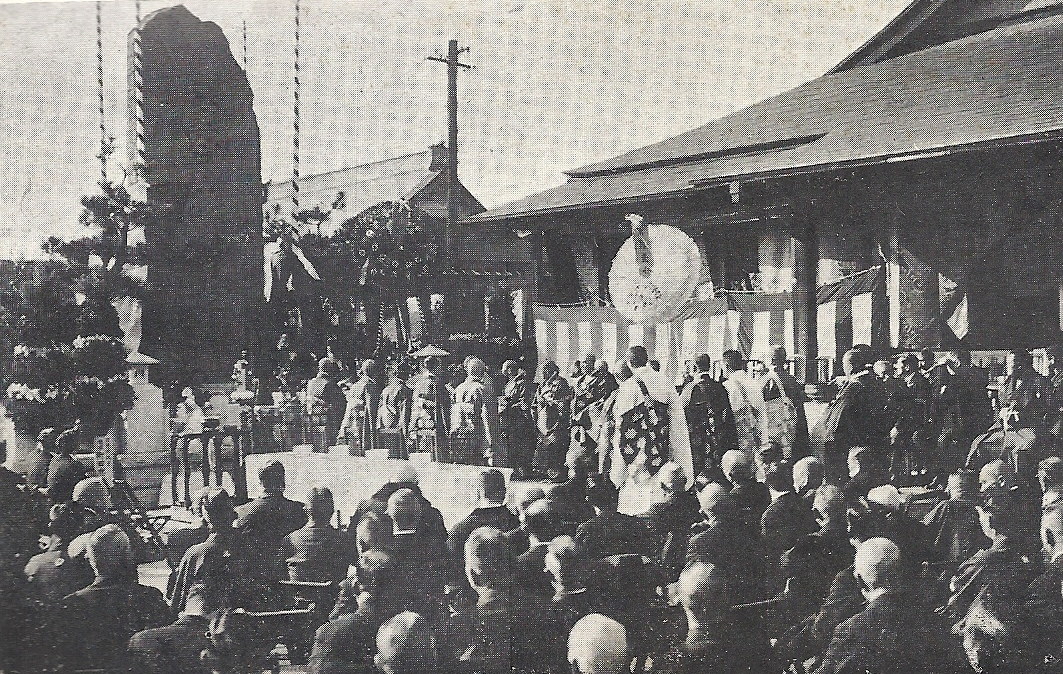
1937年（昭和12年）12月23日、浅草本願寺の憲政碑除幕直後の様子。

1937年（昭和12年）12月23日の午前10時、発起人の胎中楠右衛門を始め、衆議院議長小山松寿、貴族院議長松平頼寿、内閣参議前田米蔵、元内相望月圭介、首相近衛文麿の代理である鉄道省政務次官田尻生五、民政党からは総裁町田忠治、幹事長小泉又次郎ら、政友会からは代行委員島田俊雄、幹事長松野鶴平ら、そして東本願寺法主大谷光暢ら、全国から集まった議員、関係者、憲政功労者の遺族など1000名あまりが参加して浅草本願寺の憲政碑除幕式が行われた。4年前の海老名の憲政碑除幕式の参加者は政友会関係者中心であったが、浅草本願寺の憲政碑建立記念式典は、衆議院、貴族院の両院、民政党、政友会の関係者ら、党派を超えた憲政関係者が一堂に会し、憲政功労者を慰霊、顕彰することになった。碑の前には美しく飾り立てられた祭壇が置かれ、会場には生花が並べられた。
式典はまず海老名の憲政碑と同じく、胎中楠右衛門の孫である胎中敬が碑を覆っていた幕を外し、憲政碑がその姿を現した。碑の除幕後、発起人の胎中楠右衛門がまず挨拶に立った。胎中は挨拶の中で、まず協力者と式典参加者に謝意を述べた。そして今回憲政碑に合祀する憲政功労者の総数が2272名に及ぶことと、順次合祀者を追加していく予定であることを紹介し、碑の建立地である浅草本願寺がわが国の憲政に深い縁を持つ衆議公論の発祥地であり、この意義深い地に憲政碑を建立することが出来たことは大きな喜びであると語った。
胎中は参列者に「憲政碑建立趣旨」というパンフレットを配布していた。憲政碑建立趣旨では、胎中の海老名の憲政碑建立時における挨拶と同じく、まず不磨の大典である大日本帝国憲法のもとで、憲政の発展に努めねばならないと主張した。続いて昨今の政治家、政党に対する不信は、政治不信を生み出すような政治家の言動にもその原因があると認めながら、国民の政治家に対する認識、態度にも反省すべき点があると指摘した。そしてこれまで多くの政党政治家が、財産を投げ打ち、身命を賭して奉公をしているものの、官僚や軍人などに比べてあまりにも報われていないとした。そして

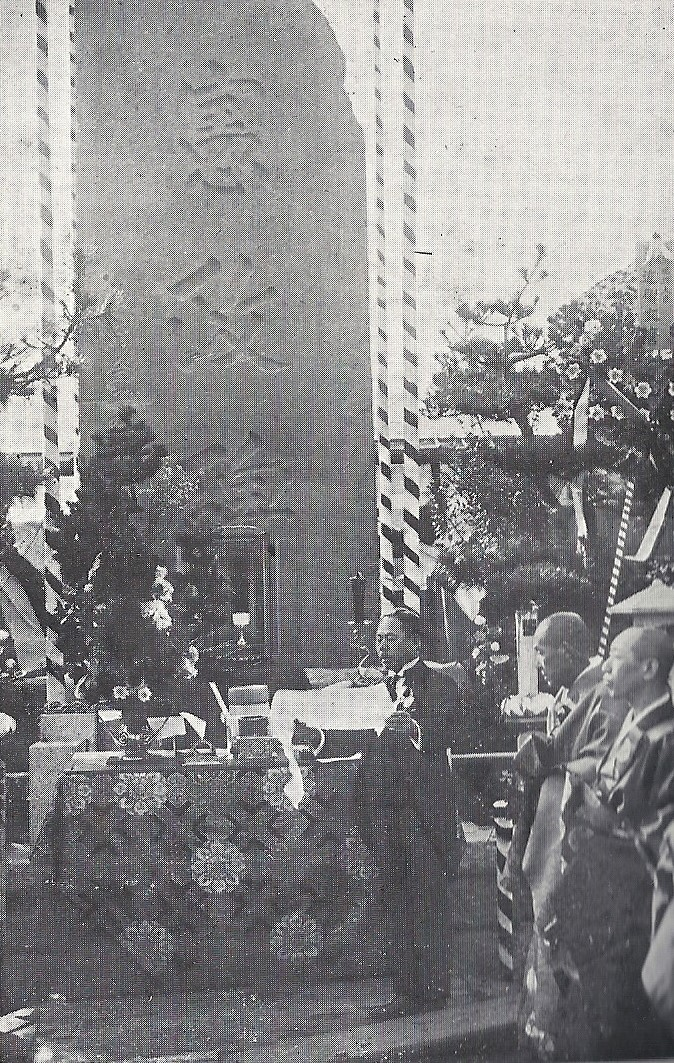
浅草本願寺の憲政碑除幕式で、近衛首相の祝辞を代読する田尻鉄道次官。

と、憲政碑の建立意義は単に憲政功労者に対する表彰のみならず、国民の憲政と政治家に対する認識を深め、良き政治家の出現と良き政党の発展と活躍をもたらし、憲政の発展を目指すことにあると強調していた。
胎中の挨拶の後、首相近衛文麿の祝辞を鉄道省政務次官である田尻生五が代読した。近衛の祝辞はまず憲政功労者のこれまでの国家に対する功績を称え、今日、憲政碑の建立によって憲政功労者を顕彰、慰霊することには大きな意味があり、英霊の加護によって憲政の更なる発展を祈るとした。続いて貴族院議長、衆議院議長、立憲民政党と立憲政友会両党の幹事長、鉄道大臣中島知久平、元農林大臣山崎達之輔、内閣参与前田米蔵、元内務大臣望月圭介がそれぞれ祝辞や式辞、所感などという形で挨拶をした。なお憲政碑の題字を揮毫した金子堅太郎の祝辞は伊藤痴遊が代読した。挨拶の中で皆それぞれ、胎中の憲政碑建立を賞賛して除幕式を祝い、今後も憲政と国家のために尽くしていくとした。
式典は続いて東本願寺法主の大谷光暢が僧30名を従えて碑前の祭壇に進み、香を焚いて憲政碑に合祀された2272名のために散華式を行った。散華式の後には餅まきが行われ、最後に浅草本願寺本堂内にて第一回憲政功労者慰霊追悼法会が執り行われ、憲政碑除幕式は午後1時に終了した。政友会の機関紙「政友」は、浅草本願寺の憲政碑除幕式について「憲政高揚の一機縁を現出した」と報じた
。
憲政碑除幕式後、胎中楠右衛門の海老名の自邸に置かれていた憲政功労者慰霊会は、1938年（昭和13年）2月の憲法発布50周年記念を機に浅草本願寺に移転した。また同年1月初めには慰霊者原簿を整理し、2月に憲政碑除幕式の様子とともに全国憲政功労者合祀芳名録を掲載した「憲政碑と其の合祀者」を刊行し、今後憲政功労者が亡くなった場合、なるべく速やかに衆議院事務局庶務課に通知するように求めた
。

## 憲政碑建立後

### 近衛文麿への諫言

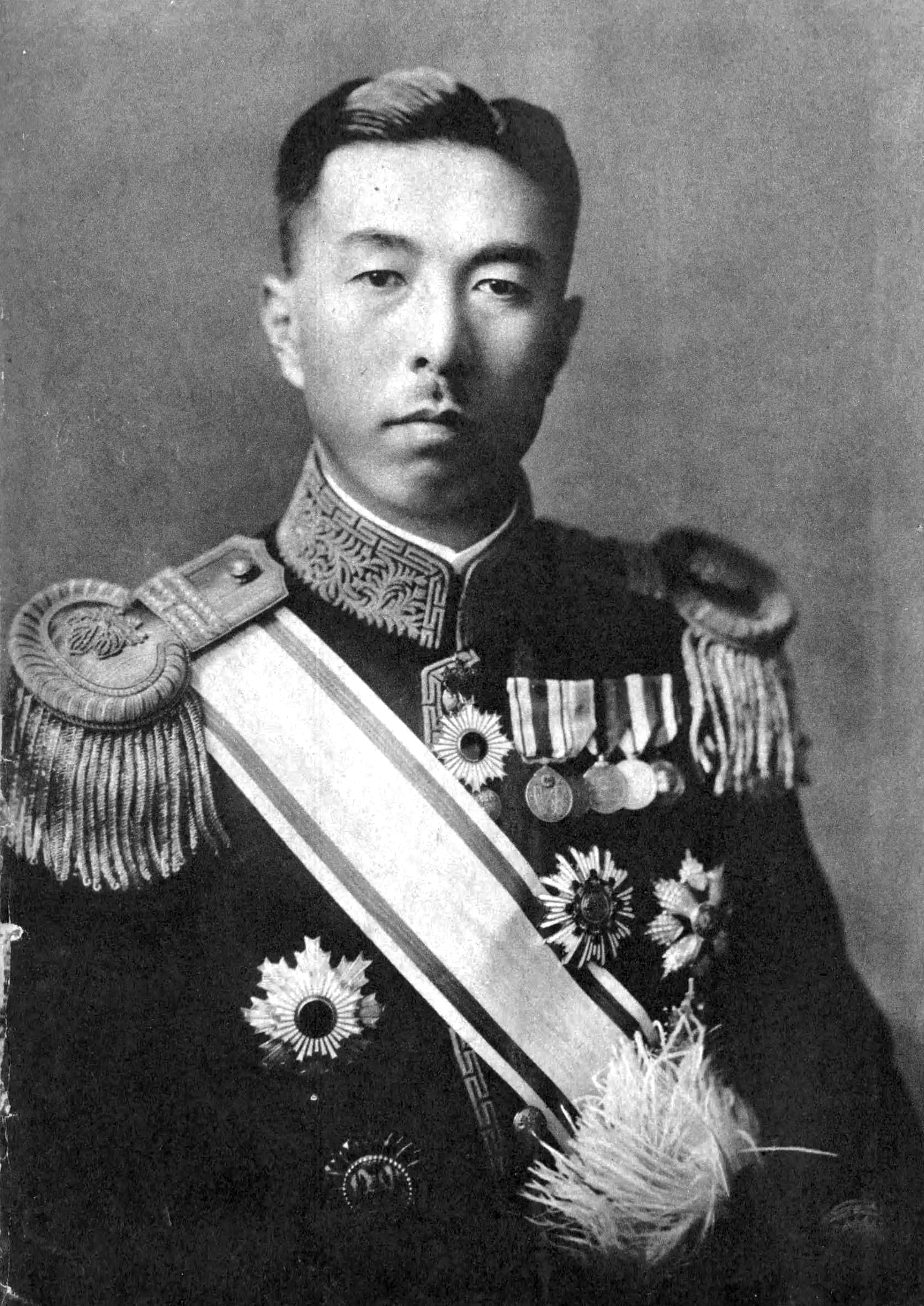
胎中楠衛門は近衛文麿が主導する新体制運動に深刻な危機感を抱き、長文の諫言の手紙を送った。

憲政功労者の年次合祀法要は、1939年（昭和14年）、1940年（昭和15年）と民政党、政友会合同で行われた。しかし政党主宰の憲政功労者の年次合祀法要は1940年（昭和15年）が最後となった。この年、民政党、政友会など全政党が解散してしまったからである。1940年（昭和15年）7月23日、第二次近衛内閣を組閣したばかりの近衛文麿は、「大命を拝して」と題するラジオ放送を行った。その中で「政党の弊害は二つある。ひとつは立党の趣旨からいって自由主義をとり、民主主義をとり、あるいは社会主義をとっており、根本的な世界観、人生観が日本の国体に相容れないこと。もう一つは結局、党派結成の主要目的は政権争奪のためであって、このような政党は立法府における大政翼賛の道では断じて無い」。と、厳しい政党排撃論を述べた。
この放送後、胎中は近衛に対して長文の諫言の手紙を送った。胎中は、「もし閣下（近衛）の申されることが真実だとしたら、自由党を創始した板垣退助、そして自由党の後身である政友会の初代総裁である伊藤博文、改進党を起した大隈重信、改進党の後身である同志会を結成しようとした桂太郎は、全てわが国の国体に相容れない政党の党首であるからして、乱臣賊子ということになるのではないか」。と追及した。そしてこれまで先覚者が築き上げてきた憲政、政党政治の成果を捨て去り、新体制を打ち立てるといっても果たして上手くいくであろうかと危惧を表明する。
そして1937年（昭和12年）12月23日に行われた浅草本願寺の憲政碑除幕式における近衛の祝辞から、憲政功労者のこれまでの国家に対する功績を称えた部分を引用した上で
更に
と、近衛が主導する新体制運動に対する危機感を強調し、政党政治、そして憲政の常道に立ち返るよう諫言した。

### 胎中の政治家完全引退と憲政功労者慰霊祭の中断
1933年（昭和8年）の海老名の憲政碑建立、そして1937年（昭和12年）の浅草本願寺の憲政碑建立は、昭和戦前期の政党政治が崩壊へと向かいつつある情勢下において、発起人である胎中楠右衛門が、憲政碑建立と憲政功労者慰霊祭を行うことによってまずは国民の政党政治に対する理解を深め、厳しい立場に追いやられていった政党政治家の奮起、そして何よりも政党政治の再生を願ったものであった。これは藩閥に対抗して議会政治の確立を訴えた自由党に入党して以降、政党政治に情熱を傾け続けてきた胎中楠右衛門の思いがあった。
しかし胎中の望みとはうらはらに、新体制運動に応えて1940年（昭和15年）には全政党が解党してしまった。そして横田千之助の死後、胎中が私淑した前田米蔵は大政翼賛会議会局に入ってしまい、仲の良かった先輩代議士の望月圭介は1941年（昭和16年）1月に亡くなった。これ以降、これまで憲政、政党政治擁護の論陣を張り続けてきた胎中楠右衛門は政治の話を口にしないようになった。そして1942年（昭和17年）の翼賛選挙時には翼賛政治体制協議会神奈川県支部の会員となることを了承し、胎中は後継者として翼協の新人候補である安藤覚を推薦、応援した。翼賛選挙で安藤は当選し、胎中は完全に政界を引退することになった。結局、胎中が憲政碑に込めた願いは実を結ぶことはなく、高橋勝治は憲政碑に関する論文の中で「歴史的に見れば、憲政碑は近代日本政党政治の墓碑となったといえなくもない」と評している。
また、1940年（昭和15年）の政党解消後、1941年（昭和16年）は衆議院の主催で憲政功労者慰霊祭が執り行われた。しかし翌年以降、慰霊祭は中断された。なお、戦火によって浅草本願寺は焼失してしまったが、憲政碑は戦災を免れ、西浅草の現東本願寺境内に現存している。
戦後、胎中は大政翼賛会に関与したため公職追放となった。追放中の1947年（昭和22年）死去。